# طیف سنجی پراکندگی یون کم انرژی

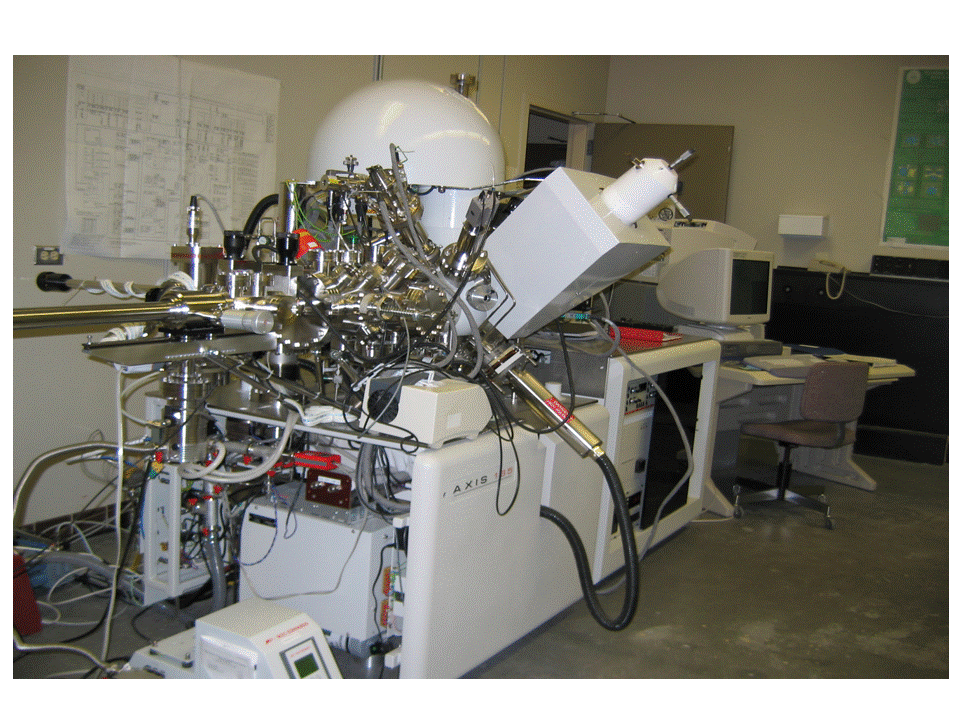
تصویر سیستم Kratos Axis-165 مجهز به XPS ، ISS و AES ، مرکز مهندسی و علوم سطح آلبرتا (ACSES).

طیف سنجی پراکندگی یون کم انرژی (LEIS) که بعضاً به اختصار (ISS) نیز نامیده می شود ، یک روش تحلیلی حساس به سطح است که برای مشخص کردن ترکیبات شیمیایی و ساختار مواد استفاده می شود.در این روش فعل و انفعالات سطحی فلزها،نیمه‌هادی ها،آلیاژ ها و کاتالیزور ها بررسی می شود. LEIS بیرونی ترین لایه اتمی ماده را تحلیل می کند و با استفاده از آن به خواص ماده مورد نظر دست می یابد.
LEIS شامل جریانی حاوی ذراتی باردار و دارای جهت است که به عنوان یون در سطح شناخته می شوند و مشاهده موقعیت ها ، سرعت ها و انرژی های یون هایی که با سطح دارای بر هم کنش می باشند.
LEIS یک ابزار تحلیلی است و به شدت به سطح حساس می باشد.بر این اساس یون ها حساسیت های متفاوتی به اتم های سطح با جرم های مختلف نشان می دهند و اتم های سنگین تر بهتر قابلیت تحلیل شدن توسط دستگاه را دارند.
داده هایی در این روند جمع آوری می شوند و با نتیجه گیری از آنها می توان به اطلاعاتی در مورد ماده مانند موقعیت نسبی اتم ها در یک شبکه سطح دست یافت.
LEIS از نظر حساسیت به ساختار و ترکیب سطوح متمایز است. همچنین آن یکی از معدود تکنیک های حساس به سطح است که توانایی مشاهده اتم های هیدروژن را به صورت مستقیم دارد، جنبه ای که ممکن است در آینده بر اقتصاد هیدروژن بسیار اثرگذار باشد.
از آنجا که روش های تحلیلی حساس به سطح مانند LEIS هر یک معایب و مزایایی دارند اغلب برای شناسایی مواد با یکدیگر به کار می روند.

## قطعات تشکیل دهنده
سیستم های LEIS از موارد زیر تشکیل شده است:

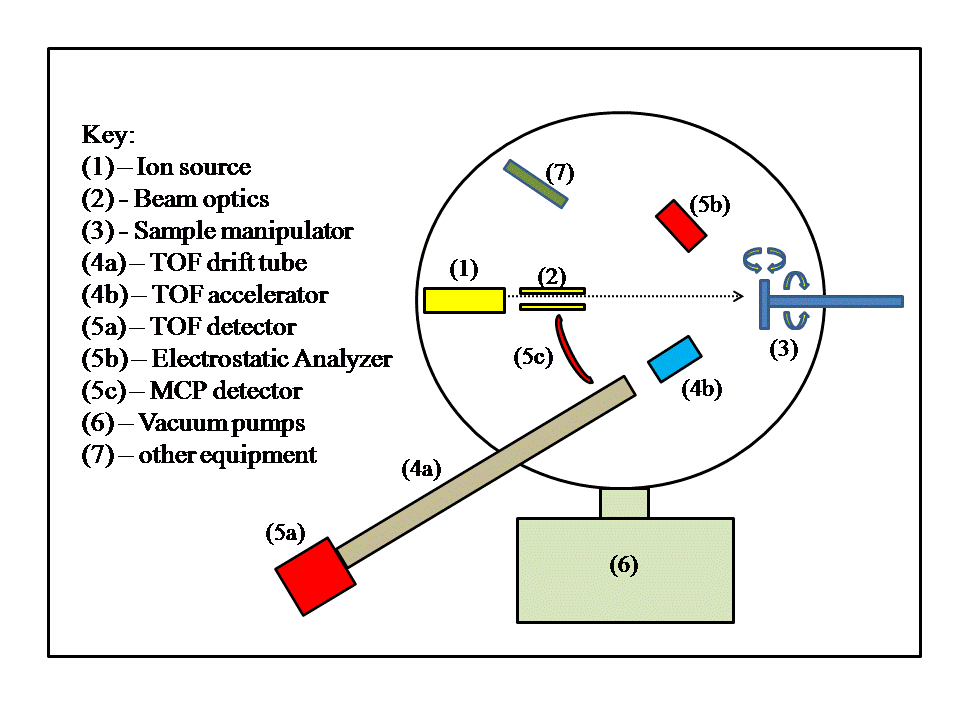
راه اندازی عمومی LEIS.

1. یون افکن(Ion Gun) ،یکی از اصلی ترین اجزای دستگاه است و وظیفه آن شلیک پرتوی یونی به سمت سطح نمونه هدف است. معمولاً از یونش الکترونی برای یونیزه کردن اتمهای گاز نجیبی مانند He ، Ne استفاده می شود. دامنه انرژی مورد استفاده 500 الکترون ولت تا 20 کیلوولت است.انرژی مورد نظر یون ها با اعمال ولتاژ شتاب دهنده تامین می شود.
2. Ion beam manipulator ، شامل لنزهای الکترواستاتیک پرتوی یونی برای متمرکز سازی و خرد کردن پرتو است.این جز پرتو یونی را باریک کرده و یون ها را بر اساس جرم و سرعت فیلتر می کند.
3. Sample manipulator ، به اپراتور اجازه می دهد موقعیت یا زاویه نمونه را تغییر دهد تا آزمایش ها را با در موقعیت های مختلف بتوان انجام داد.
4. لوله رانش ، در TOF استفاده می شود. اندازه گیری TOF در مواقعی که تحلیل سرعت ذرات مورد نیاز است استفاده می شود. با پالس یونها با فرکانس منظم به سمت نمونه و اندازه گیزی زمان طی مسافت مشخصی پس از برخورد سطح به آشکارساز ، می توان سرعت یونها و نوترون های آمده از سطح را محاسبه کرد.
5. آشکارکننده / آنالیزور الکترواستاتیک ، برای تشخیص سرعت و یا انرژی ذرات پراکنده از جمله یونها و گاهی ، نوترون ها استفاده می شود.
6. پمپ های خلا ، به منظور جلوگیری از برهم کنش میان یون ها و گاز اطراف اندازه گیری ها در پمپ های خلا انجام می شود.
7. سایر ابزارهای تحلیلگر بیشتر مواقع انجام چندین نوع تحلیل و آنالیز بر روی نمونه در یک سیستم یا به صورت همزمان مورد نظر است. این ابزار ها عموماً شامل طیف سنجی الکترونی ، پراش الکترون کم انرژی (LEED) و طیف سنجی فوتوالکترون اشعه ایکس (XPS) باشد. به کارگیری این ابزارها ملزم به وجود آشکارسازهای اضافی و منابع الکترونی و یا اشعه ایکس است.

## فیزیک برهم کنش های بین یون و سطح

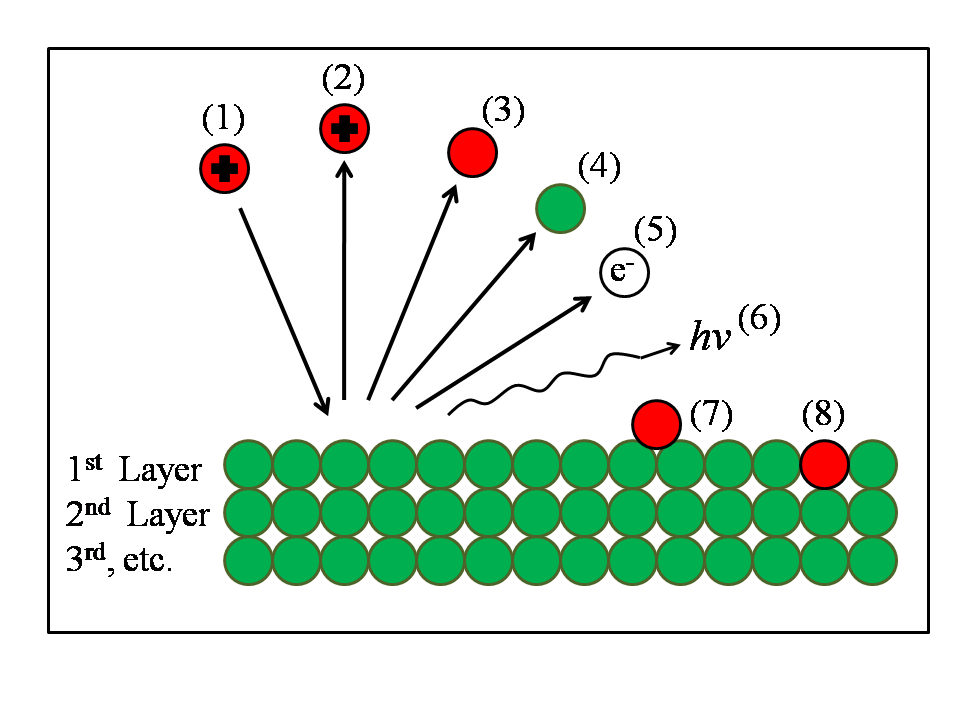
شماتیک مختلف برهم کنش های سطح و یون (1) یون ورودی ؛ (2) پراکندگی ؛ (3) خنثی سازی و پراکندگی ؛ (4) پاشیدگی (5) انتشار الکترون ؛ (6) انتشار فوتون ؛ (7) جذب ؛ (8) جابجایی

در اثر برخورد پرتو یون به سطح اتفاقات متعددی ممکن است روی دهند. از جمله این اتفاقات میتوان به انتشار الکترون یا فوتون ، انتقال الکترون (از یون به سطح و از سطح به یون) ، پراکندگی ، جذب و پراکنش (رانده شدن اتم ها از سطح)اشاره کرد. 

### تعیین کیفی ترکیب عنصری با مدل برخورد دو بدنه
با توجه به محدوده انرژی مورد استفاده در آزمایشهای پراکندگی یون (کمتر از 500 الکترون ولت) ، اثرات ارتعاشات حرارتی ، نوسانات فونون و فعل و انفعالات بین اتمی درنظر گرفته نمی‌شوند زیرا بسیار کمتر از این محدوده هستند. از اندازه گیری انرژی یونهای پراکنده در این نوع فعل و انفعالات می توان برای تعیین ترکیب اصلی یک سطح یه صورت زیر استفاده کرد: 
برخوردهای الاستیک دو بدنه به مفاهیم انرژی و تکانه مربوط می باشد. ذره ای را با جرم m x ، سرعت v 0 و انرژی داده شده در نظر بگیرید. {\displaystyle E_{0}={\tfrac {1}{2}}m_{x}v_{0}^{2}\,\!} بر ذره ساکن دیگری با جرم m yاثر می گذارد.
انرژی ذرات بعد از برخورد عبارتند از {\displaystyle E_{1}={\tfrac {1}{2}}m_{x}v_{1}^{2}\,\!} و {\displaystyle E_{2}={\tfrac {1}{2}}m_{y}v_{2}^{2}\,\!}
در حالی که {\displaystyle E_{0}=E_{1}+E_{2}\,\!}
پس {\displaystyle {\tfrac {1}{2}}m_{x}v_{0}^{2}={\tfrac {1}{2}}m_{x}v_{1}^{2}+{\tfrac {1}{2}}m_{y}v_{2}^{2}\,\!} .
علاوه بر این ، ما می دانیم {\displaystyle m_{x}v_{0}=m_{x}v_{1}\cos \theta _{1}+m_{y}v_{2}\cos \theta _{2}\,\!} .
در این قسمت از مثلثات کمک می گیریم.
| {\displaystyle E_{1}=E_{0}\left({\frac {m_{x}\cos \theta _{1}\pm {\sqrt {m_{y}^{2}-m_{x}^{2}\sin ^{2}\theta _{1}}}}{m_{x}+m_{y}}}\right)^{2}} |

به طریق مشابه می دانیم:
| {\displaystyle E_{2}=E_{0}\left({\frac {4m_{x}m_{y}cos^{2}(\theta _{1})}{(m_{x}+m_{y})^{2}}}\right)} |

در یک آزمایش کنترل شده ، انرژی و جرم یونهای اولیه (به ترتیب E 0 و m x ) و هندسه های پراکندگی را می دانیم ، بنابراین ترکیب عنصری سطح با رابطه بین E 1 و E 2 و جرم ذره دوم مشخص می شود . اتم های سنگین تر پیک های پراکندگی انرژی بالاتری نسبت به اتم های سبک تر دارند.

### محاسبه کمی

پراکندگی دافعه یک ذره نقطه ای.

همان طور که مشاهده شد تعیین کیفی ترکیب عنصری تا حدی ساده است برخلاف تعیین کمی آن که دشوار می باشد.برای مشخص کردن دقیق نسبت ترکیب از فرمول های زیر استفاده میشود:
{\displaystyle V(r)={\frac {Z_{1}Z_{2}e^{2}}{r}}\phi (r)\qquad (1)}
{\displaystyle Z_{1}\,\!} و {\displaystyle Z_{2}\,\!} به ترتیب اعداد اتمی یون اولیه و یون سطح می باشند.{\displaystyle e\,\!} بار اولیه است و{\textstyle \phi (r)\,\!} تابع غربالگری است.{\textstyle \phi (r)\,\!} تداخل الکترون هایی را محاسبه می نماید که به دور هر هسته می چرخند.برای محاسبه مقطع پراکندگی رادرفورد می توان از پتانسیل MEIS و RBS بهره برد. {\displaystyle {\tfrac {d\sigma }{d\Omega }}}:
| {\displaystyle {\frac {d\sigma }{d\Omega }}=\left({\frac {Z_{1}Z_{2}e^{2}}{4E_{0}}}\right)^{2}{\frac {1}{\sin ^{4}\left({\frac {\theta }{2}}\right)}}\qquad (2)} |

## مقایسه با دیگر روش های تحلیل
- طیف سنجی یون با انرژی متوسط (MEIS) :و طیف سنجی بازگشتی رادرفورد (RBS) تنظیمات مشابهی با LEIS دارند ولی در آنها یون ها دارای محدوده انرژی متفاوتی می شوند.به دلیل بیشتر بودن انرژی ذرات این روش ها نسبت به سطح حساس نمی‌باشند.
- طیف سنجی جرم یون ثانویه (SIMS):به صورت کلی این روش اطلاعاتی در مورد ساختار نمونه نمی‌دهد.
- طیف سنجی فوتوالکترون اشعه ایکس (XPS) :برخلاف نمونه های قبلی می تواند سطح را تحلیل کند ولی چون آنالیز در آن در ابعاد وسیع تری انجام می شود قادر به تشخیص اولین لایه از لایه های زیر سطحی نمی‌باشد.
- پراش الکترون با انرژی کم (LEED) : با وجود اینکه اطلاعات ساختاری دقیقی ارائه می دهد نمی توان از آن برای تعیین ترکیب عنصری سطح استفاده کرد.[۱]